# Stretto di Chatham
Lo stretto (o canale) di Chatham (inglese: Chatham Strait) è un braccio di mare del Pacifico nord-orientale. Fa parte dell'Inside Passage, un insieme di fiordi, canali e insenature che separano fra loro e con la terraferma le isole dell'arcipelago Alessandro, nell'Alaska sud-orientale (Stati Uniti d'America).

## Etimologia
Deve il suo nome all'esploratore britannico George Vancouver che lo nominò così nel 1794 in onore di William Pitt il Vecchio, conte di Chatham. In lingua locale (lingua tlingit) si chiama Shee ya xhaak. In precedenza lo stretto aveva altri nomi: Esenada (1775), Tschirikow Bay (1789), Christian Sound e Menzies Strait.

## Geografia
Lo stretto si sviluppa per circa 240 km fra la giunzione del canale Lynn e lo stretto di Icy, a nord, ed la baia di Christian (Christian Sound) a sud, separando le isole Chichagof e Baranof a ovest, dalle isole Admiralty e Kuiu a est. Lo stretto si trova all'interno della Tongass National Forest..
Nello stretto sono presenti le seguenti principali isole (da nord a sud).
| Isola                                     | Coordinate             | Dimensione (km) | Elevazione (metri) | Posizione |
| ----------------------------------------- | ---------------------- | --------------- | ------------------ | --- |
| Isola di Killisnoo (Killisnoo Island )    | 57°28′11″N 134°35′26″W | 2               | 11                 | Si trova a circa 3 chilometri a sud dell'abitato di Angoon. |
| Isola di Fairway (Fairway Island)         | 57°26′29″N 134°52′17″W | 0,3             | 25                 | Si trova all'entrata dello stretto di Peril (Peril Strait). |
| Isola di Traders (Traders Island)         | 57°25′56″N 134°53′01″W | 0,5             | 24                 | Si trova all'entrata dello stretto di Peril (Peril Strait). |
| Isola di Catherine (Catherine Island)     | 57°22′34″N 134°53′45″W | 16              | 340                | Si trova all'entrata dello stretto di Peril (Peril Strait). |
| Isola di Pond (Pond Island)               | 57°17′03″N 134°53′23″W | 1,5             | 20                 | Si trova nella baia di Kelp (Kelp Bay). |
| Isola di Crow (Crow Island)               | 57°17′55″N 134°55′00″W | 0,6             | 21                 | Si trova nella baia di Kelp (Kelp Bay). |
| Isola di Round (Round Island)             | 57°12′37″N 134°50′18″W | 0,2             |                    | Si trova nella baia di Kasnyku (Kasnyku Bay). |
| Isola di Takatz (Takatz Islands)          | 57°08′04″N 134°48′16″W | 1,8             | 70                 | Si trova nei pressi della baia di Takatz (Takatz Bay). |
| Isola di Yasha (Yasha Island)             | 56°57′59″N 134°33′37″W |                 | 2                  | Si trova alla confluenza dello stretto di Chatham con la parte più meridionale del canale di Frederick (Frederick sound). |
| Isola di Roadstead (Roadstead Island)     | 56°52′21″N 134°22′12″W | 0,66            | 4                  | Si trova all'entrata della baia di Security (Security Bay) nel nord dell'isola di Kuiu (Kuiu Island). |
| Arcipelago di Troller (Troller Islands)   | 56°27′47″N 134°12′36″W | 4               | 2                  | L'arcipelago comprende 4 isole principali più alcune minori e si trova all'entrata della baia di Tebenkof (Tebenkof Bay) a metà della parte occidentale dell'isola di Kuiu (Kuiu Island).                                                |
| Arcipelago di Windfall (Windfall Islands) | 56°27′23″N 134°14′30″W | 2,5             | 71                 | L'arcipelago comprende 2 isole principali più alcune minori e si trova all'entrata della baia di Tebenkof (Tebenkof Bay) a metà della parte occidentale dell'isola di Kuiu (Kuiu Island).                                                |
| Isola di Flotsam (Flotsam Island )        | 56°16′04″N 134°37′57″W | 0,115           |                    | Si trova all'entrata della baia di Graveyard (Graveyard Cove) nella parte meridionale dello stretto di Chatham a circa 2,2 km a nord della località Port Alexander sull'isola di Baranof (Baranof Island).                               |
| Isola di Wooden (Wooden Island)           | 56°09′40″N 134°39′31″W | 0,380           |                    | Si trova di fronte al promontorio Ommaney (Cape Ommaney) all'estremità più meridionale dell'isola di Baranof (Baranof Island). |
| Arcipelago di Spanish (Spanish Islands)   | 55°57′38″N 134°07′32″W | 6,6             | 130                | L'arcipelago comprende 3 isole principali più alcune minori e si trova tra canale Decision (Decision Passage), a nord, e l'isola di Coronation (Coronation Island), a sud; divide inoltre lo stretto di Chatham dallo stretto di Sumner. |
| Isola di Channel (Channel Island)         | 55°55′21″N 134°11′25″W | 0,225           |                    | Si trova a nord dell'isola di Coronation (Coronation Island) |
| Isola di Coronation (Coronation Island)   | 55°52′45″N 134°14′46″W | 16              | 395                | Chiude a sud il canale di Chatham. |
| Arcipelago di Hazy (Hazy Islands)         | 55°52′34″N 134°35′31″W | 4,2             |                    | L'arcipelago comprende 5 isole principali più alcune minori, si trova a 14,5 km a ovest dell'isola di Coronation (Coronation Island) e divide la parte terminale del canale di Chatham con la baia di Christian (Christian Sound).       |

### Insenature e altre masse d'acqua
Nello stretto sono presenti le seguenti principali insenature:
Isola di Chichagof (Chichagof Island) - Lato orientale dell'sola da nord a sud.
| Insenatura                                | Coordinate             | Dimensioni in km (ampiezza x lunghezza) | Descrizione |
| ----------------------------------------- | ---------------------- | --------------------------------------- | --- |
| Baia di False (False Bay)                 | 57°57′50″N 134°55′29″W | 2,4 x 1,4                               | Nella baia sfocia il fiume Iyouktung (Iyouktung Creek). |
| Baia di Iyoukeen (Iyoukeen Cove)          | 57°53′12″N 134°58′40″W | 4,8 x 3                                 | La baia si trova tra il promontorio Flints (Flints Point) e penisola di Iyoukeen (Iyoukeen Peninsula); nella baia sfocia il fiume Gypsum (Gypsum Creek).                                              |
| Baia di Freshwater (Freshwater Bay)       | 57°53′47″N 135°04′54″W | 4 x 20                                  | Nel centro della baia (in realtà è un fiordo) si trova l'arcipelago di Redcliff (Redcliff Islans). |
| Canale di Tenakee (Tenakee Inlet)         | 57°50′48″N 135°26′30″W | 4,5 x 65                                | Nella parte iniziale del fiordo si trova la cittadina di Tanakee Springs. |
| Baia di Basket (Basket Bay)               | 57°39′46″N 134°55′00″W | 0,63 x 2,7                              | Nella baia sfocia il fiume Kook (Kook Creek), emissario del lago Kook (Kook Lake) situato 1 km a ovest della baia.                                                                                    |
| Baia di Little Basket (Little Basket Bay) | 57°38′08″N 134°53′05″W | 0,75 x 0,43                             | Nella baia sfocia il fiume Basket (Nasket Creek), emissario del lago Basket (Basket Lake) situato 1 km a ovest della baia. La baia di Little Basket si trova a 2,7 km più a sud della baia di Basket. |
| baia di Sitkoh (Sitkoh Bay)               | 57°30′23″N 135°55′20″W | 1,7 x 11,2                              | La baia (in realtà è un breve fiordo) si trova tra il promontorio di Hayes (Hayes Point) a nord e il promontorio di Craven (Craven Point) a sud.                                                      |

- Stretto di Peril (Peril Strait)[31] 57°30′00″N 135°13′00″W - Lo stretto, a occidente del canale, largo mediamente 3,5 km (nella parte più stretta è largo 1 km) e lungo circa 70 km, divide l'isola di  Chichagof (Chichagof Island) dall'isola di Baranof (Baranof Island).

Isola di Baranof (Baranof Island) - Lato orientale dell'isola da nord a sud.
| Insenatura                              | Coordinate             | Dimensioni in km (ampiezza x lunghezza) | Descrizione |
| --------------------------------------- | ---------------------- | --------------------------------------- | --- |
| Baia di Echo (Echo Cove)                | 57°18′14″N 134°49′18″W | 0,3 x 1,3                               | La baia si trova nel sud dell'isola di Chaterine (Chaterine Island) tra il promontorio di Loll (Loll Point) a nord e il promontorio di North (North Point) a sud.              |
| Baia di Kelp (Kelp Bay)                 | 57°18′00″N 134°52′03″W | 3 x 7,2                                 | La baia, insieme al canale Portage (Portage Arm), più a nord, divide l'isola di Chaterine (Chaterine Island) dall'isola di Baranof (Baranof Island)                            |
| Baia di Cosmos (Cosmos Cove)            | 57°14′38″N 134°51′27″W | 0,5 x 3                                 | La baia è dominata dal monte Graystone (Graystone Cliff). |
| Baia di Kasnyku (Kasnyku Bay)           | 57°13′02″N 134°50′58″W | 1,5 x 2                                 | La baia, alla cui entrata si trova l'isola di Round (Round Island), è tributata dal lago Hidden Falls (Hidden Falls Lake).                                                     |
| Baia di Ell (Ell Cove)                  | 57°12′11″N 134°50′27″W | 0,16 x 0,7                              | |
| Baia di Waterfall (Waterfall Cove)      | 57°11′47″N 134°49′54″W | 0,66 x 0,73                             | La baia è tributata dal lago Kasnyku (Kasnyku Lake). |
| Baia di Takatz (Takatz Bay)             | 57°08′57″N 134°49′37″W | 4 x 3,2                                 | Al centro della baia è presente una penisola, mentre a sud contiene l'arcipelago di Takatz (Takatz islands).                                                                   |
| Baia di Warm Springs (Warm Springs Bay) | 57°04′59″N 134°48′12″W | 1,5 x 3                                 | Due laghi sono tributari di questa baia: Baranof (Baranof Lake) e Sadie (Sadie Lake).                                                                                          |
| Baia di Cascade (Cascade Bay)           | 57°01′34″N 134°45′17″W | 0,8 x 2                                 | La baia è tributata dal lago Carbon (Carbon Lake). |
| Baia di Nelson (Nelson Bay)             | 56°57′11″N 134°44′09″W |                                         | |
| Baia di Red Bluff (Red Bluff Bay)       | 56°51′41″N 134°45′22″W | ? x 7                                   | La baia è un fiordo. |
| Baia di Hoggatt (Hoggatt Bay)           | 56°46′37″N 134°42′03″W | 1 x 6                                   | La baia è un fiordo. |
| Baia di Gut (Gut Bay)                   | 56°42′58″N 134°42′09″W |                                         | |
| Baia di Patterson (Patterson Bay)       | 56°34′13″N 134°39′27″W | ? x 10,3                                | La baia è un fiordo. |
| Baia di Deep (Deep Cove)                | 56°32′44″N 134°42′29″W | 1x 5,5                                  | La baia è tributata dal lago Cliff (Cliff Lake). |
| Baia di Mist (Mist Cove)                | 56°31′24″N 134°39′58″W |                                         | È una piccola baia e riceve le acque di due laghi: Deer (Deer Lake) e Fawn (Fawn Lake).                                                                                        |
| Baia di Jerry (Jerry Harbor)            | 56°28′52″N 134°38′38″W |                                         | È una piccola baia. |
| Baia di Herbert (Port Herbert)          | 56°26′16″N 134°42′05″W | 0,75 x 6,8                              | La baia è un fiordo. |
| Baia di Codfish (Codfish Cove)          | 56°25′21″N 134°38′30″W | 0,48 x ?                                | È una piccola baia. |
| Baia di Walter (Big Port Walter)        | 56°23′03″N 134°43′04″W | 0,7 x 6                                 | La baia, divisa in più aree (Big Port Walter, Port Walter, Lovers Cove, Denmark Cove e Seaplane Base), è tributata da alcuni laghi (Lake Osprey, Sashin Lake e Borodino lake). |
| Baia di Toledo (Toledo Harbor)          | 56°22′26″N 134°37′52″W |                                         | La baia è piccolissima. |
| Baia di Lucy (Port Lucy)                | 56°19′59″N 134°39′00″W | 1,4 x 9,6                               | La baia è un fiordo. Il lago Clarks (Clarks lake) è un suo tributario. |
| Baia di Miner (Miner Cove)              | 56°18′32″N 134°38′16″W |                                         | La baia è molto piccola. |
| Baia di Armstrong (Port Armstrong)      | 56°17′34″N 134°39′42″W | 0,6 x 1,6                               | La baia è vicina a due laghi (o lagune): Betty (Betty Lake) e Jetty (Jetty Lake).                                                                                              |
| Baia di Conclusion (Port Conclusion)    | 56°16′20″N 134°39′28″W | 1,6 x 4,8                               | La baia è formata da diverse aree marine: la baia di John (John Bay), la baia di Graveyard (Graveyard Cove) e la baia di Ship (Ship Cove).                                     |
| Baia di Alexander (Port Alexander)      | 56°14′44″N 134°39′03″W | 0,32 x ?                                | La baia ospita la località Port Alexander |

Isola di Admiralty (Admiralty Island) - Lato occidentale dell'isola da nord a sud.
| Insenatura                                | Coordinate             | Dimensioni in km (ampiezza x lunghezza) | Descrizione |
| ----------------------------------------- | ---------------------- | --------------------------------------- | --- |
| Baia di Hawk (Hawk Inlet)                 | 58°07′32″N 134°45′11″W | 0,78 x 11,1                             | La baia è un fiordo e ospita la località Hawk Inlet. Divide la penisola di Mansfield (Mansfield Peninsula) dalla parte meridionale dell'isola Admirality. Nella baia di Hawk è compresa anche la piccola baia di Piledriuer (Piledriuer Cove). |
| Baia di Game (Game Cove)                  | 58°03′45″N 134°47′55″W | 0,6 x ?                                 | A sud della baia si trova il promontorio Marsden (Point Marsden). |
| Baia di Square (Square Cove)              | 57°58′42″N 134°46′00″W | 0,25 x 0,46                             | A sud della baia si trova il promontorio Cube (Cube Point). |
| Baia di Cube (Cube Cove)                  | 57°56′37″N 134°45′06″W | 0,4 x 0,65                              | A sud della baia si trova il promontorio Hepburn (Point Hepburn). In prossimità della baia si trova l'abitato di Cube Cove. |
| Baia di Jims (Jims Cove)                  | 57°53′40″N 134°44′12″W |                                         | Nella baia si scaricano le acque del lago Kathleen (Lake Kathleen). |
| Baia di Marble (Marble Cove)              | 57°41′19″N 134°42′00″W |                                         | |
| Baia di Stillwater (Stillwater Anchorage) | 57°30′44″N 134°33′33″W |                                         | Stillwater Anchorage è l'inizio di un lungo e articolato fiordo di oltre 15 chilometri comprendente molte isole e altre insenature. All'entrata della baia si trova l'abitato di Angoon.                                                       |
| Baia di Killisnoo (Killisnoo Harbor)      | 57°27′45″N 134°33′43″W |                                         | L'ampia baia è delimitata a nord dall'isola di Killisnoo (Killisnoo Island). |
| Baia di Hood (Hood Bay)                   | 57°24′34″N 134°30′58″W | 2,3 x 14,5                              | La baia (in realtà è un fiordo) diviso in due "bracci" (North Arm - South Arm). |
| Baia di Chaik (Chaik Bay)                 | 57°19′22″N 134°33′19″W | 2 x 5,3                                 | La baia si trova tra due promontori (Village Point - Rocky Point). |
| Baia di Whitewater (Whitewater Bay)       | 57°14′17″N 134°35′35″W | 2,2 x 6                                 | |
| Baia di Wilson (Wilson Cove)              | 57°09′33″N 134°37′37″W |                                         | A sud della baia si trova il promontorio Wilson (Point Wilson). |

- Stretto di Frederick (Frederick Sound)[70] 57°10′36″N 133°54′23″W - Lo stretto, a oriente del canale, largo 14,7 km (alla confluenza con il canale di Chatham) e lungo circa 140 km, divide l'isola di Admiralty (Admiralty Island) dall'isola di Kuiu (Kuiu Island)

Isola di Kuiu (Kuiu Island) - Lato occidentale dell'isola da nord a sud.
| Insenatura                                      | Coordinate             | Dimensioni in km (ampiezza x lunghezza) | Descrizione |
| ----------------------------------------------- | ---------------------- | --------------------------------------- | --- |
| Baia di Washington (Washington Bay)             | 56°43′16″N 134°21′57″W | 0,43 x 3,1                              | La baia è anche usata come base per idrovolanti.                                                                                        |
| Baia di Rowan (Rowan Bay)                       | 56°40′02″N 134°14′34″W | 0,7 x 5,2                               | La baia si presenta come una laguna con uno stretto passaggio iniziale.                                                                 |
| Baia di Pillars (Bay of Pillars)                | 56°36′05″N 134°15′28″W |                                         | La baia è molto articolata ed estesa per circa 10 km. Un breve istmo la baia di Camden (Port Camden) sul lato orientale dell'isola.     |
| Baia di Tebenkof (Tebenkof Bay)                 | 56°30′16″N 134°12′50″W | 3,8 x ?                                 | Tebenkof è un'ampia baia situata nella metà occidentale dell'isola di Kuiu; al suo interno sono presenti diverse isole e masse d'acqua. |
| Baia di Gedney (Gedney Harbor)                  | 56°22′13″N 134°14′52″W | 1 x 2,2                                 | |
| Baia di Harris (Harris Cove o anche Harris Bay) | 56°19′20″N 134°16′57″W | 2,5 x 0,85                              | La baia è sovrastata dalla montagna Green (Green Mountain).                                                                             |
| Baia di Malmesbury (Port Malmesbury)            | 56°17′05″N 134°14′22″W | 2,1 x 8,9                               | La baia si divide in due "bracci" |
| Baia di Table (Table Bay)                       | 56°09′08″N 134°14′22″W | 2,5 x 3,1                               | |
| Baia (o ansa) di Crowley (Crowley Bight)        | 56°06′19″N 134°14′02″W | 3,2 x 1,8                               | |
| Baia di Howard (Howard Cove)                    | 56°02′59″N 134°10′22″W |                                         | La baia si apre praticamente sull'Oceano Pacifico.                                                                                      |

- Stretto di Decision (Decision Passage)[81] 57°10′36″N 133°54′23″W - Lo stretto, a oriente del canale, divide l'isola di Kuiu (Kuiu Island) dall'arcipelago Spanish (Spanish Islands) posizionato a nord dell'isola di Coronation (Coronation Island).

Isola di Coronation (Coronation Island) - Lato occidentale dell'isola da nord a sud. Queste masse d'acqua sono condivise in parte con la baia di Christian (Christian Sound)
| Insenatura                    | Coordinate             | Dimensioni in km (ampiezza x lunghezza) | Descrizione                                                          |
| ----------------------------- | ---------------------- | --------------------------------------- | -------------------------------------------------------------------- |
| Baia di Gish (Gish Bay)       | 55°54′27″N 134°11′48″W | 1,1 x 1,3                               | All'entrata della baia si trova l'isola di Channel (Channel Island). |
| Baia di Aats (Aats Bay)       | 55°54′18″N 134°14′47″W | 2,1 x 2,5                               |                                                                      |
| Baia di Alikula (Alikula Bay) | 55°55′00″N 134°18′10″W |                                         |                                                                      |
| Baia di Egg (Egg Harbor)      | 55°55′04″N 134°19′12″W |                                         |                                                                      |

- Baia di Christian (Christian Sound)[86] 55°56′47″N 134°22′12″W - La baia, con una ampiezza di 37 chilometri, si trova alla fine meridionale dele canale.

### Promontori dello stretto
Nello stretto sono presenti i seguenti promontori:
Isola di Chichagof (Chichagof Island) - Lato orientale dell'sola da nord a sud.
| Promontorio                                        | Coordinate             | Elevazione (metri) | Descrizione |
| -------------------------------------------------- | ---------------------- | ------------------ | --- |
| Promontorio di Augusta (Point Augusta)             | 58°02′22″N 134°57′05″W | 6                  | Il promontorio divide il canale di Chatham dal canale di Icy (Icy Strait).                                                        |
| Promontorio di Flints (Flints Point)               | 57°54′27″N 134°57′39″W | 14                 | Il promontorio si trova a nord della baia di Iyoukeen (Iyoukeen Cove).                                                            |
| Promontorio di Flints (Flints Point)               | 57°54′27″N 134°57′39″W | 14                 | Il promontorio si trova a nord della baia di Iyoukeen (Iyoukeen Cove).                                                            |
| Promontorio di North Passage (North Passage Point) | 57°50′57″N 134°56′15″W | 31                 | Il promontorio si trova a sud della baia di Iyoukeen (Iyoukeen Cove) e alla fine della penisola di Iyoukeen (Iyoukeen Peninsula). |
| Promontorio di Outer (Outer Point)                 | 57°50′10″N 134°59′34″W | 40                 | Il promontorio divide la baia di Freshwater (Freshwater Bay) dalla baia di Wachusett (Wachusett Cove).                            |
| Promontorio di East (East Point)                   | 57°50′30″N 135°01′14″W | 9                  | Il promontorio divide la baia di Freshwater (Freshwater Bay) dalla baia di Tenakee (Tenakee Inlet).                               |
| Promontorio di South Passage (South Passage Point) | 57°45′39″N 134°56′29″W | 27                 | Il promontorio si trova a sud della baia di Tenakee (Tenakee Inlet).                                                              |
| Promontorio di Peninsular (Peninsular Point)       | 57°30′20″N 134°49′51″W | 35                 | |
| Promontorio di Hayes (Point Hayes)                 | 57°28′58″N 134°50′37″W | 20                 | Il promontorio si trova all'incontro della baia di Florence (Florence Bay) con la baia di Sitkoh (Sitkoh Bay).                    |
| Promontorio di Craven (Point Craven)               | 57°28′02″N 134°52′26″W | 21                 | Il promontorio divide la baia di Sitkoh (Sitkoh Bay) dal canale di Peril (Peril Strait).                                          |

Isola di Baranof (Baranof Island) - Lato orientale dell'isola da nord a sud.
| Promontorio                                  | Coordinate             | Elevazione (metri) | Descrizione |
| -------------------------------------------- | ---------------------- | ------------------ | --- |
| Promontorio di Thatcher (Point Thatcher)     | 57°24′45″N 134°50′21″W | 28                 | Il promontorio, che si trova sull'isola di Catherine (Catherine Island), divide il canale di Thatcher (Thatcher Channel) dal canale di Chatham. |
| Promontorio di Loll (Point Loll)             | 57°18′00″N 134°48′42″W | 2                  | Il promontorio si trova sull'isola di Catherine (Catherine Island) a oriente della baia di Echo (Echo Cove)                                     |
| Promontorio di North (North Point)           | 57°17′43″N 134°49′43″W | 8                  | Il promontorio, che si trova sull'isola di Catherine (Catherine Island), divide la baia di Echo (Echo Cove) dalla baia di Kelp (Kelp Bay).      |
| Promontorio di South (South Point)           | 57°16′12″N 134°51′40″W |                    | Il promontorio si trova a sud della baia di Kelp (Kelp Bay).                                                                                    |
| Scogliera di Graystone (Graystone Cliff)     | 57°14′10″N 134°50′44″W | 93                 | La scogliera si trova tra la baia di Cosmos (Cosmos Cove) e la baia di Kasnyku (Kasnyku Bay).                                                   |
| Promontorio di North (North Point)           | 57°13′24″N 134°50′33″W | 20                 | Il promontorio è posizionato all'entrata settentrionale della baia di Kasnyku (Kasnyku Bay).                                                    |
| Scogliera di White (White Cliff)             | 57°10′55″N 134°48′47″W | 3                  | |
| Promontorio di Turbot (Point Turbot)         | 57°09′48″N 134°48′08″W | 18                 | Il promontorio è posizionato all'entrata settentrionale della baia di baia di Takatz (Takatz Bay).                                              |
| Promontorio di Patterson (Patterson Point)   | 56°32′31″N 134°38′13″W | 36                 | Il promontorio è posizionato all'entrata baia di Patterson (Patterson Bay).                                                                     |
| Promontorio di Hutchinson (Hutchinson Point) | 56°23′07″N 134°38′07″W | 2                  | Il promontorio è posizionato all'entrata meridionale della baia di Walter (Big Port Walter).                                                    |
| Promontorio di Armstrong (Armstrong Point)   | 56°19′52″N 134°38′29″W |                    | Il promontorio è posizionato all'entrata meridionale della baia di Lucy (Port Lucy)                                                             |
| Promontorio di Eliza (Point Eliza)           | 56°16′19″N 134°38′38″W |                    | Il promontorio è posizionato all'entrata meridionale della baia di Armstrong (Port Armstrong).                                                  |
| Promontorio di Conclusion (Point Conclusion) | 56°16′19″N 134°38′32″W |                    | Il promontorio è posizionato all'entrata meridionale della baia di Conclusion (Port Conclusion).                                                |
| Capo Ommaney (Cape Ommaney)                  | 56°10′01″N 134°40′10″W |                    | Il promontorio è il punto più meridionale dell'isola di Baranof e divide lo stretto di Chatham (Chatham Strait) dall'oceano Pacifico.           |

Isola di Admiralty (Admiralty Island) - Lato occidentale dell'isola da nord a sud.
| Promontorio                            | Coordinate             | Elevazione (metri) | Descrizione |
| -------------------------------------- | ---------------------- | ------------------ | --- |
| Promontorio di Hawk (Hawk Point)       | 58°05′51″N 134°46′54″W | 4                  | Il promontorio si trova all'estremo sud della penisola Mansfield (Mansfield Peninsula) e divide il canale di Hawk (Hawk Inlet) dal canale di Chatham. |
| Promontorio di Marsden (Point Marsden) | 58°03′25″N 134°48′28″W | 7                  | Il promontorio si trova a sud della baia di Game (Game Cove).                                                                                         |
| Promontorio di Cube (Cube Point)       | 57°58′26″N 134°46′10″W | 46                 | Il promontorio si trova a sud della baia di Square (Square Cove).                                                                                     |
| Promontorio di Hepburn (Point Hepburn) | 57°56′20″N 134°45′14″W | 15                 | Il promontorio si trova a sud della baia di Cube (Cube Cove).                                                                                         |
| Promontorio di Fishery (Fishery Point) | 57°47′26″N 134°42′43″W | 17                 | |
| Scogliere di marmo (Marble Bluffs)     | 57°44′28″N 134°43′49″W | 24                 | |
| Promontorio di Parker (Parker Point)   | 57°36′45″N 134°40′23″W | 18                 | |
| Promontorio di Danger (Danger Point)   | 57°30′45″N 134°35′10″W | 29                 | Il promontorio si trova a 1,5 km a nord dalla località di Agoon.                                                                                      |
| Promontorio di Samuel (Point Samuel)   | 57°28′20″N 134°36′31″W | 15                 | Il promontorio si trova sull'isola di Killisnoo (Killisnoo Island).                                                                                   |
| Promontorio di Distant (Distant Point) | 57°24′01″N 134°34′29″W | 20                 | Il promontorio si trova a sud della baia di Hood (Hood Bay).                                                                                          |
| Promontorio di Village (Village Point) | 57°20′26″N 134°34′18″W | 13                 | Il promontorio si trova a nord della baia di Chaik (Chaik Bay).                                                                                       |
| Promontorio di Rocky (Rocky Point)     | 57°18′13″N 134°33′56″W | 8                  | Il promontorio si trova a sud della baia di Chaik (Chaik Bay).                                                                                        |
| Promontorio di Woody (Woody Point)     | 57°16′18″N 134°36′51″W | 4                  | Il promontorio si trova a nord della baia di Whitewater (Whitewater Bay).                                                                             |
| Promontorio di Caution (Point Caution) | 57°14′38″N 134°37′59″W |                    | Il promontorio si trova a sud della baia di Whitewater (Whitewater Bay).                                                                              |
| Promontorio di Wilson (Point Wilson)   | 57°08′12″N 134°37′59″W | 12                 | Il promontorio si trova a sud della baia di Wilson (Wilson Cove).                                                                                     |
| Promontorio di Gardner (Point Gardner) | 57°01′08″N 134°36′47″W | 25                 | Il promontorio si trova all'estremo sud dell'isola di Admiralty (Admiralty Island)                                                                    |

Isola di Kuiu (Kuiu Island) - Lato occidentale dell'isola da nord a sud.
| Promontorio                                | Coordinate             | Elevazione (metri) | Descrizione |
| ------------------------------------------ | ---------------------- | ------------------ | --- |
| Promontorio di Hourigan (Hourigan Point)   | 56°51′34″N 134°23′19″W | 2                  | Il promontorio si trova all'entrata ovest della baia di Band (Band Cove). |
| Promontorio di Kingsmill (Kingsmill Point) | 56°49′59″N 134°25′12″W | 22                 | |
| Promontorio di Ellis (Point Ellis)         | 56°33′46″N 134°19′05″W | 21                 | Il promontorio si trova all'entrata settentrionale della baia di Tebenkof (Tebenkof Bay) ed è sovrastato dal monte Ellis (Ellis Mountain).                                                                           |
| Promontorio di Gap (Gap Point)             | 56°28′46″N 134°08′10″W |                    | Il promontorio divide la baia di Tebenkof (Tebenkof Bay) da quella di Elena (Elena Bay). |
| Promontorio di Troller (Troller Point)     | 56°28′41″N 134°12′54″W |                    | Il promontorio indica il capo più settentrionale dell'arcipaelago Troller (Troller Islands). |
| Promontorio di Swaine (Swaine Point)       | 56°25′47″N 134°14′08″W |                    | Il promontorio si trova all'entrata della baia di Explorer (Explorer Basin). |
| Promontorio di Cosmos (Point Cosmos)       | 56°20′57″N 134°17′28″W | 34                 | Il promontorio è sovrastato dal monte Green (Green Mountain). |
| Promontorio di Harris (Point Harris)       | 56°17′20″N 134°17′50″W | 14                 | Il promontorio si trova all'entrata settentrionale della baia di Malmesbury (Port Malmesbury). |
| Promontorio di Crowley (Point Crowley)     | 56°07′12″N 134°15′27″W | 31                 | Il promontorio si trova all'entrata meridionale dell'ansa di Crowley (Crowley Bight). |
| Promontorio di Howard (Point Howard)       | 56°04′09″N 134°14′01″W |                    | Il promontorio si trova a nord della baia di Howard (Howard Cove). |
| Capo Decision (Cape Decision)              | 56°00′20″N 133°07′57″W | 64                 | Il promontorio si affaccia sul passaggio marino (Decision Passage) e divide lo stretto di Sumner (Sumner Strait) dallo stretto di Chatham; è inoltre il promontorio più meridionale dell'isola di Kuiu (Kuiu Island) |

Isola di Coronation (Coronation Island) - Lato occidentale dell'isola da nord a sud. Questi promontori sono condivise in parte con la baia di Christian (Christian Sound)
| Promontorio                          | Coordinate             | Elevazione (metri) | Descrizione                                                                                |
| ------------------------------------ | ---------------------- | ------------------ | ------------------------------------------------------------------------------------------ |
| Promontorio di Aats (Aats Point)     | 55°55′31″N 134°16′23″W | 228                | Il promontorio si trova tra la baia di Alikula (Alikula Bay) e la baia di Aats (Aats Bay). |
| Promontorio di Nation (Nation Point) | 55°55′40″N 134°20′12″W | 7                  | Il promontorio si trova ad ovest dell'entrata della baia di Egg (Egg Harbor).              |

### Fiumi immissari dello stretto
Nello stretto si immettono direttamente i seguenti fiumi (le coordinate si riferiscono alla foce):
Isola di Chichagof (Chichagof Island) - Lato orientale dell'sola da nord a sud.
| Fiume                             | Coordinate             | Lunghezza (chilometri) | Descrizione |
| --------------------------------- | ---------------------- | ---------------------- | --- |
| Fiume Iyouktug (Iyouktug Creek)   | 57°58′14″N 134°56′29″W | 11                     | Il fiume sfocia nella baia di False (False Bay).                                                                             |
| Fiume Wukuklook (Wukuklook Creek) | 57°55′14″N 134°56′19″W | 10 circa               | Il fiume nasce nei pressi dei monti Sonyakay (Sonyakay Ridge) e sfocia a nord del promontorio Flints (Flints Point).         |
| Fiume Gypsum (Gypsum Creek)       | 57°53′57″N 134°58′55″W | 8,8                    | Il fiume sfocia nella baia di Iyoukee (Iyoukee Cove).                                                                        |
| Fiume Kook (Kook Creek)           | 57°40′07″N 134°56′17″W |                        | Il fiume, emissario del lago di Kook (Kook Lake), sfocia nella baia di Basket (Basket Bay).                                  |
| Fiume Basket (Basket Creek)       | 57°38′08″N 134°53′21″W |                        | Il fiume, prima è un immissario del lago di Basket (Basket Lake), poi sfocia nella baia di Litle Basket (Little Basket Bay). |

Isola di Baranof (Baranof Island) - Lato orientale dell'isola da nord a sud.
| Fiume                         | Coordinate             | Lunghezza (chilometri) | Descrizione |
| ----------------------------- | ---------------------- | ---------------------- | --- |
| Fiume Kasnyku (Kasnyku Creek) | 57°11′31″N 134°49′54″W |                        | Il fiume, dopo aver attraversato il lago di Kasnyku (Kasnyku Lake), sfocia nella baia di Waterfall (Waterfall Cove). |
| Fiume Takatz (Takatz Creek)   | 57°08′30″N 134°51′51″W |                        | Il fiume, dopo aver attraversato il lago di Takatz (Takatz Lake), sfocia nella baia di Takatz (Takatz Bay).          |
| Fiume Sashin (Sashin Creek)   | 56°22′50″N 134°39′00″W |                        | Il fiume nasce dal il lago di Sashin (Sashin Lake) e sfocia nella baia di Walter (Port Walter).                      |

Isola di Admiralty (Admiralty Island) - Lato occidentale dell'isola da nord a sud.
| Fiume                         | Coordinate             | Lunghezza (chilometri) | Descrizione                                                    |
| ----------------------------- | ---------------------- | ---------------------- | -------------------------------------------------------------- |
| Fiume Wheeler (Wheeler Creek) | 58°03′32″N 134°47′40″W |                        | Il fiume sfocia nella baia di Game (Gane Cove).                |
| Fiume Ward (Ward Creek)       | 57°52′05″N 134°43′17″W |                        |                                                                |
| Fiume Ward (Ward Creek)       | 57°52′05″N 134°43′17″W |                        |                                                                |
| Fiume Fishery (Fishery Creek) | 57°45′56″N 134°43′18″W |                        | Il fiume sfocia a sud del promontorio Fishery (Fishery Point). |

### Località
Località presenti sullo stretto:
- Cube Cove[150] 57°56′06″N 134°42′40″W - Cube Cove si trova sull'isola di Admiralty (Admiralty Island), lato nord-occidentale, ed è un census-designated place (CDP) degli Stati Uniti d'America (72 abitanti).
- Tenakee Springs[151] 57°46′50″N 135°13′08″W - Tenakee Springs si trova sull'isola di Chichagof (Chichagof Island), lato orientale all'interno del canale Tenakee (Tenakee Inlet), ed è una città degli Stati Uniti d'America situata nella Census Area di Hoonah-Angoon nella regione sud-orientale dello stato dell'Alaska. (104 abitanti  Census 2000 Gazetteer Files, su census.gov, United States Census Bureau. URL consultato il 19 novembre 2015 (archiviato dall'url originale il 24 settembre 2015).)
- Angoon[152] 57°30′11″N 134°35′02″W - Angoon si trova sull'isola di Admiralty (Admiralty Island), lato occidentale all'entrata del canale Stillwater (Stilwater Anchorage), ed è una city di 459 abitanti nella Census Area di Hoonah-Angoon.
- Port Alexander[153] 56°14′44″N 134°39′03″W - Port Alexander si trova sull'isola di Baranof (Baranof Island), lato sud-orientale, è una città degli Stati Uniti d'America situato nella Census Area di Prince of Wales-Hyder nella regione sud-orientale dello stato dell'Alaska (81 abitanti Census 2000 Gazetteer Files, su census.gov, United States Census Bureau. URL consultato il 19 novembre 2015 (archiviato dall'url originale il 24 settembre 2015).)

### Trasporti
Il canale di Chatham è percorso dai traghetti della "Alaska Marine Highway" che collegano Tenakee e Agoon con Juneau.

### Divisioni amministrative
Lo stretto lambisce tre territori amministrativi dell'Alaska:
- Census Area di Hoonah-Angoon, in inglese Hoonah-Angoon Census Area.
- Borough di Sitka in inglese City and Borough of Sitka.
- Borough di Petersburg in inglese Petersburg Borough.